# دائرة عين النويصي
دائرة عين النويصي إحدى دوائر الجزائر التابعة لولاية مستغانم. عاصمتها هي عين النويصي و تضم بلديات عين النويصي و فرناكة و الحسيان.

## قائمة الهياكل الشبانية في الدائرة
- دار الشباب عين النويصي  الشهيد بودبة عبد القادر بونوة
- مركب جواري  عين النويصي الشهيد عبد الرحمان البكي
- دار الشباب بن ياحي  قلوعة الشارف